# Арса (річка)
Арса — річка в Україні, в межах Болградського району Одеської області. Ліва притока Саки (басейн Чорного моря).

## Опис
Довжина річки 16 км. Долина порівняно вузька і глибока, її праві схили вищі та стрімкіші від лівих, місцями порізані ярами. Річище слабозвивисте, часто пересихає.

## Розташування
Арса бере початок біля північно-західної частини села Вознесенка Друга. Тече на південний схід. Впадає в Саку неподалік від центральної частини с-ще Буджак.
Над річкою розташовані села: Вознесенка Друга, Євгенівка, Володимирівка, Рівне і с-ще Буджак.